# Die Heilige Nacht (Correggio)
Das Gemälde Die Heilige Nacht von Correggio befindet sich in der Gemäldegalerie Alte Meister in Dresden.

## Bildbeschreibung
„Die heil. Nacht. Der Stall bildet eine Ruine mit Säulen. Rechts kniet Maria und blickt entzückt den Jesusknaben an, den sie mit beiden Armen über dem Stroh der Krippe hält. Ein helles Licht geht vom Kinde aus und bestrahlt, wie das Antlitz seiner Mutter, so auch die anbetenden Hirten links neben der Krippe. Ganz vorn steht hier ein bärtiger älterer Hirte, welcher sich, lebhaft bewegt, auf einen mächtigen Stab stützt; in der Mitte kniet ein jüngerer, welcher seinen linken Arm auf die Krippe gelegt hat und glückselig gen Himmel schaut; etwas weiter zurück endlich, an der Säule, steht eine Magd, welche sich, geblendet, die linke Hand vor’s Gesicht hält. Ein Hund steht zu Füssen der Hirten. Joseph macht sich rechts im Mittelgrunde mit dem Esel zu schaffen. Links oben aber erscheint, in Wolken herabgefahren, ein Reigen halbwüchsiger Engel mit wunderlich durcheinander geschlungenen Gliedmaassen. Im Hintergrunde eine dämmerblaue Landschaft.“

Das Bild greift eine Begebenheit aus dem Protevangelium des Jakobus auf: Auf dem Weg nach Bethlehem setzten bei Maria die Geburtswehen ein. Joseph fand als Unterkunft nur eine Höhle, in die er  Maria führte, anschließend suchte er eine Hebamme.  Als er zurückkehrte, bedeckte eine Wolke die Höhle, die sich zurückzog und ein großes Licht die Höhle erfüllte, so dass es die Augen nicht ertragen konnten. . .
Diese Bildidee des in der Literatur bezeichneten sakralen Leuchtlichtes wurde schon vor Correggio von verschiedenen Malern aufgegriffen, zuerst von Malern in Flandern wie Geertgen tot Sint Jans und Hugo van der Goes.

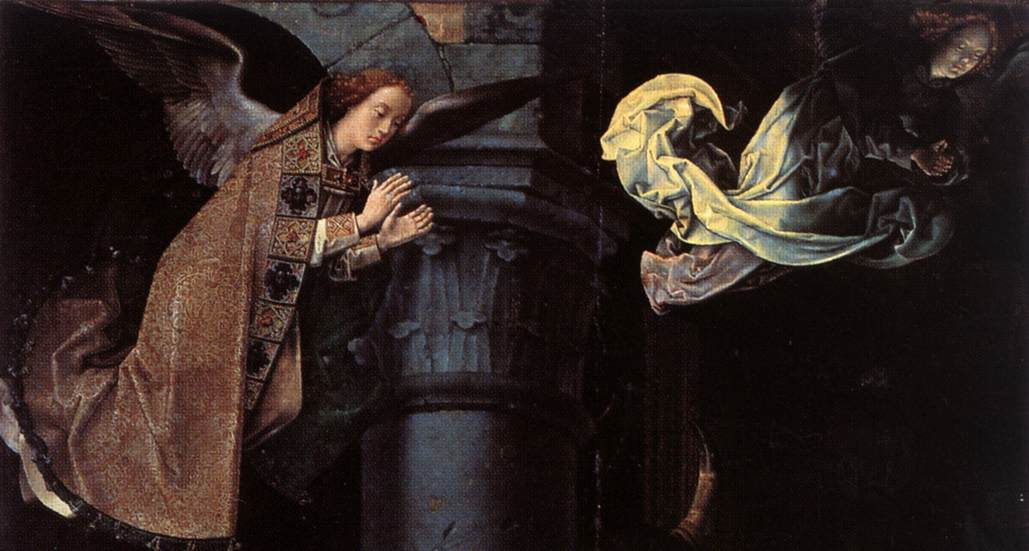
Hugo van der Goes
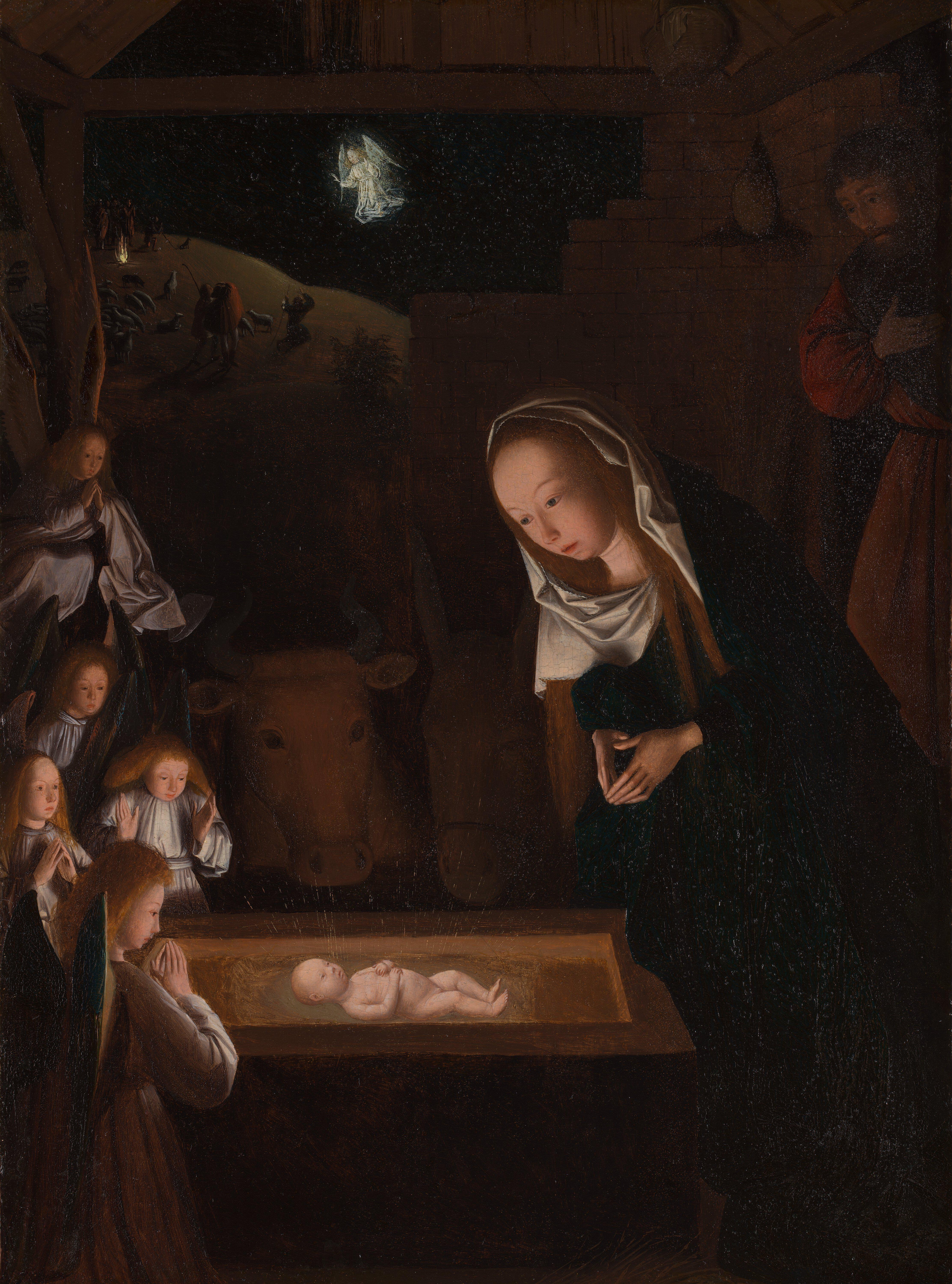
Geertgen tot Sint Jans
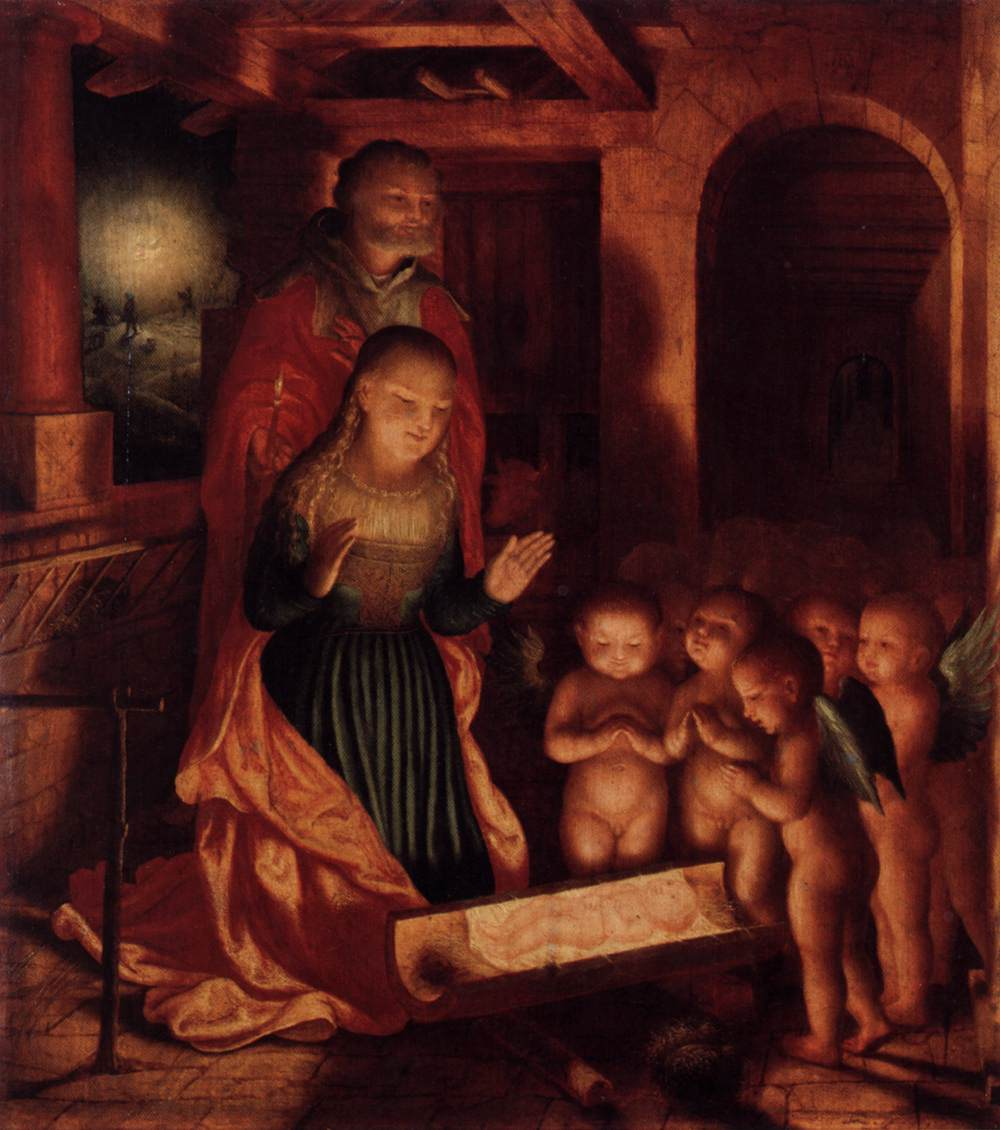
Monogrammist AB

## Geschichte des Bildes

### Entstehung

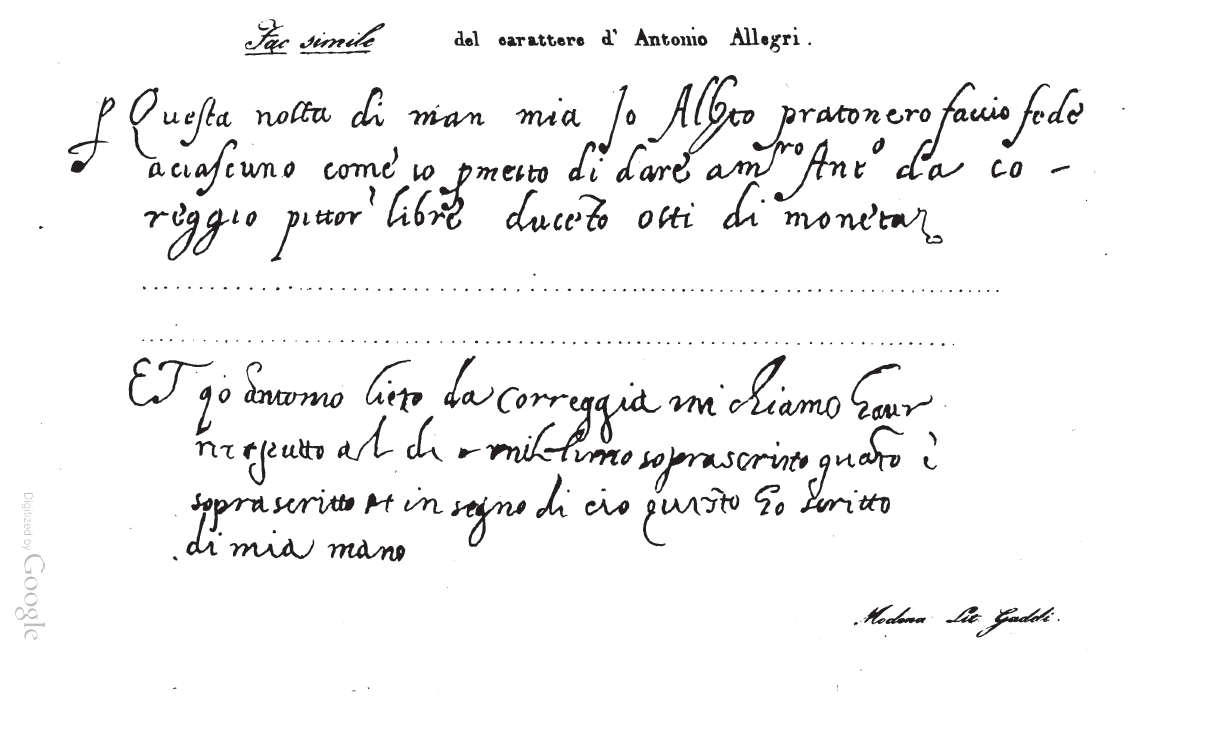
Faksimile des Vertrages (19. Jh.)

Die Geschichte des Gemäldes lässt sich komplett zurückverfolgen bis zu dem Tag, an dem die Idee zu diesem Gemälde in einem Schriftstück niedergeschrieben wurde. Am 14. Oktober 1522 wurde in Reggio ein Vertrag zwischen Alberto Pratoneri und Correggio geschlossen mit folgendem Inhalt:

„Reggio, 14. October 1522.
Durch diese Schrift von meiner Hand thue ich Alberto Pratonero einem Jeden kund und zu wissen, dass ich mich anheischig mache, dem Meister Antonio da Correggio, Maler, zweihundert und acht Lire alter Münze von Reggio zu geben und zwar als Bezahlung einer Tafel, welche mir derselbige in aller Vortrefflichkeit zu machen verspricht und auf welcher die Geburt unseres Herrn gemalt sein soll, mit allen den dazu gehörigen Figuren, nach den Maassen und der Grösse, die sich auf der eigenhändigen Zeichnung angegeben befinden, welche mir derselbe Meister Antonio überbracht hat.
An dem vorbemerkten Tage habe ich ihm als Theil des Preises vierzig Lire alter Münze ausgezahlt.
„Und ich, Antonio Lieto von Correggio, bekenne, an dem oben bemerkten Tage und Jahre, so viel als oben geschrieben ist, erhalten zu haben, und zum Zeichen dessen habe ich dies mit meiner Hand geschrieben.““

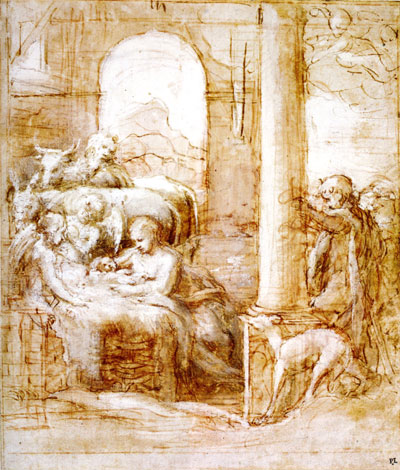
Anbetung der Hirten, Feder und Braunlavierungen über roter Kreide mit Weiß gehöht, 230 × 184 mm, Cambridge, Fitzwilliam Museum

Es ist nicht bekannt, welche Zeichnung der Meister seinem Auftraggeber vorgelegt hat und auch ist es unwahrscheinlich, dass schon 1522 eine fertige Komposition eines Bildes vorgelegt wurde, jedoch ist es an dieser Stelle sicher angebracht, auf eine Zeichnung Correggios aus dieser Zeit zu verweisen.
Das Bild wurde vermutlich 1530 vollendet und an seinem Bestimmungsort, der Pratoneri-Kapelle in der Kirche San Prospero in Reggio nell’Emilia, in einem prunkvollen Rahmen aufgestellt.

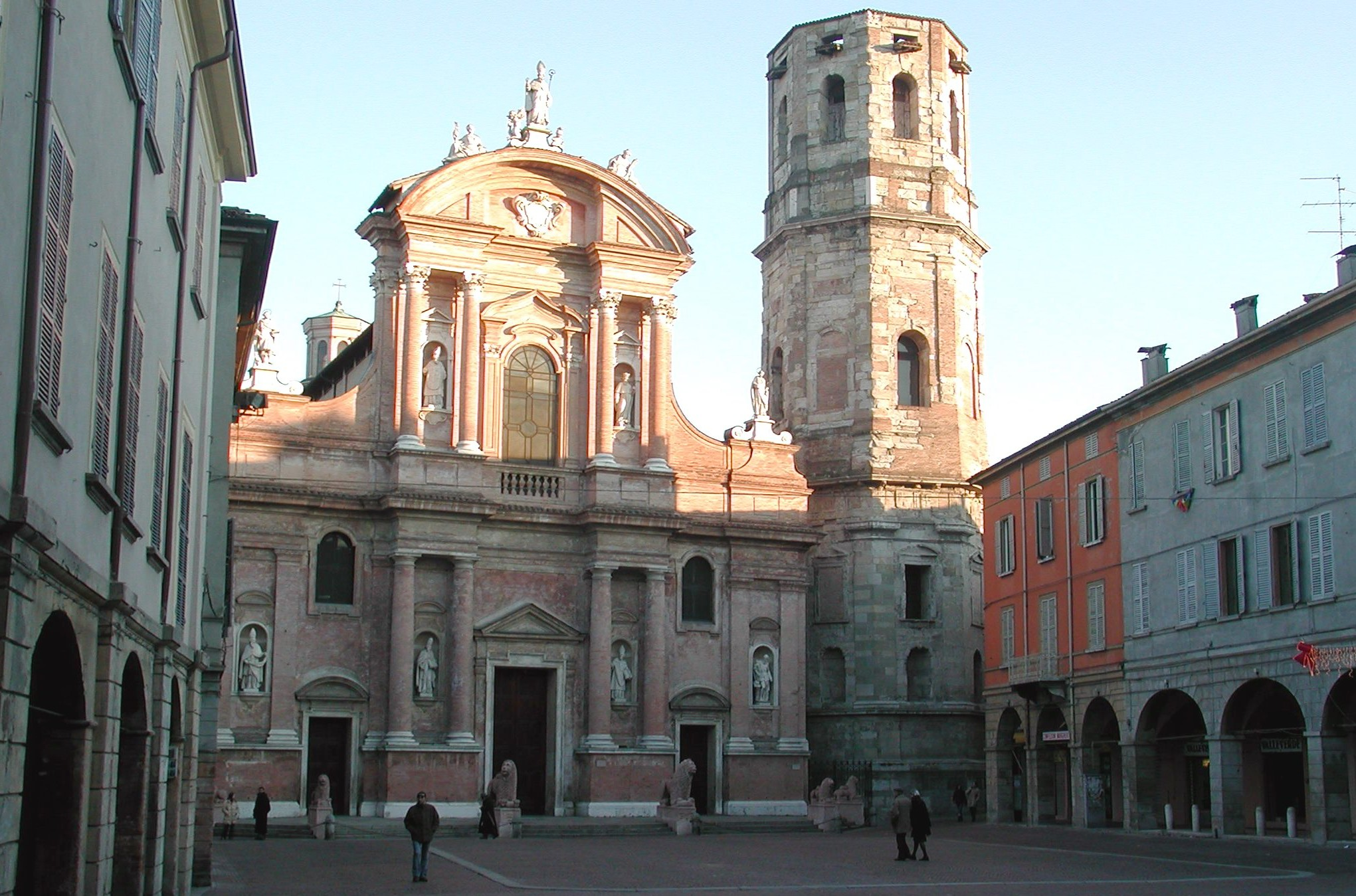
Basilika San Prospero in Reggio nell’Emilia

### Wirkung
Im 16. Jahrhundert war das Werk noch nicht berühmt; erst mit dessen Wiederentdeckung durch Annibale Carracci in seinem verlorenen Bild  Anbetung der Hirten, von dem eine ziemlich exakte Kopie von Domenichino existiert, wurde dies geändert: 

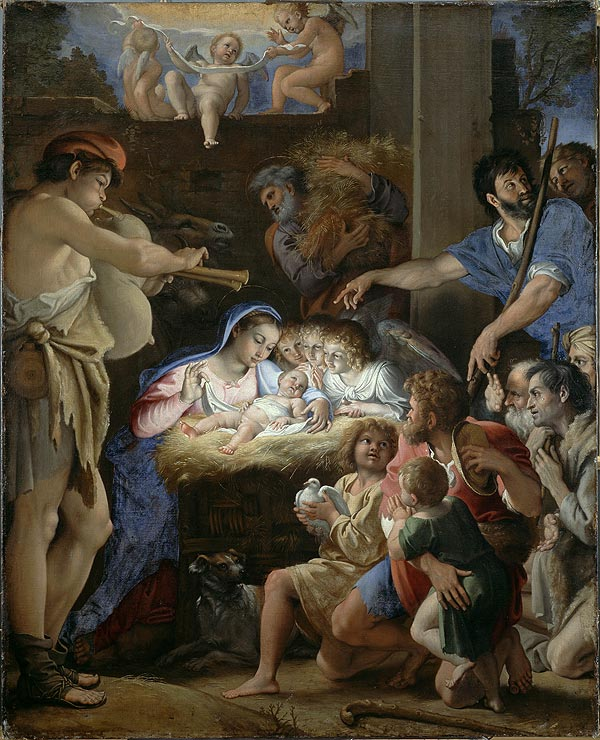
Anbetung der Hirten (nach Annibale Carracci)

Dieses Bild gab deshalb den Anstoß für eine weitere Verbreitung des Motives, da es eine zufriedenstellende Antwort auf ein besonderes Thema der Kunst gab.

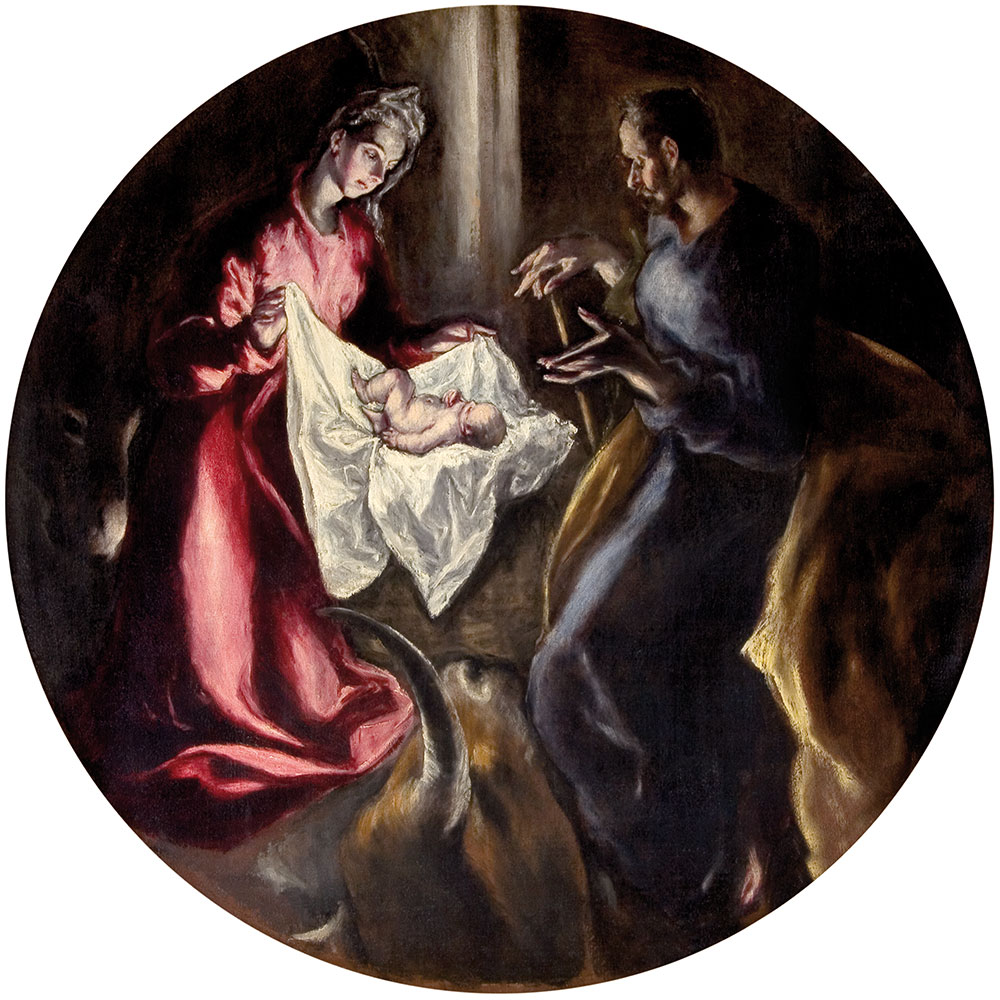
El Greco
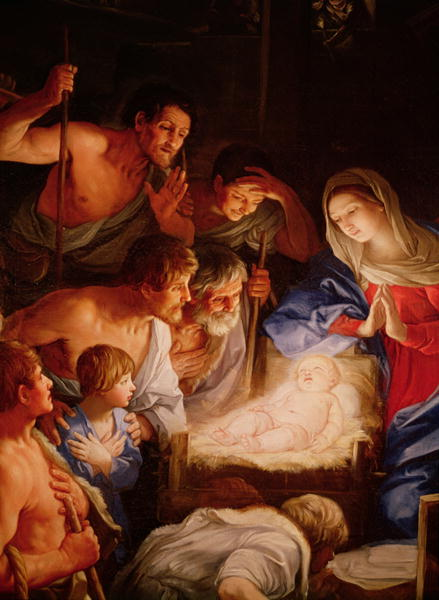
Guido Reni
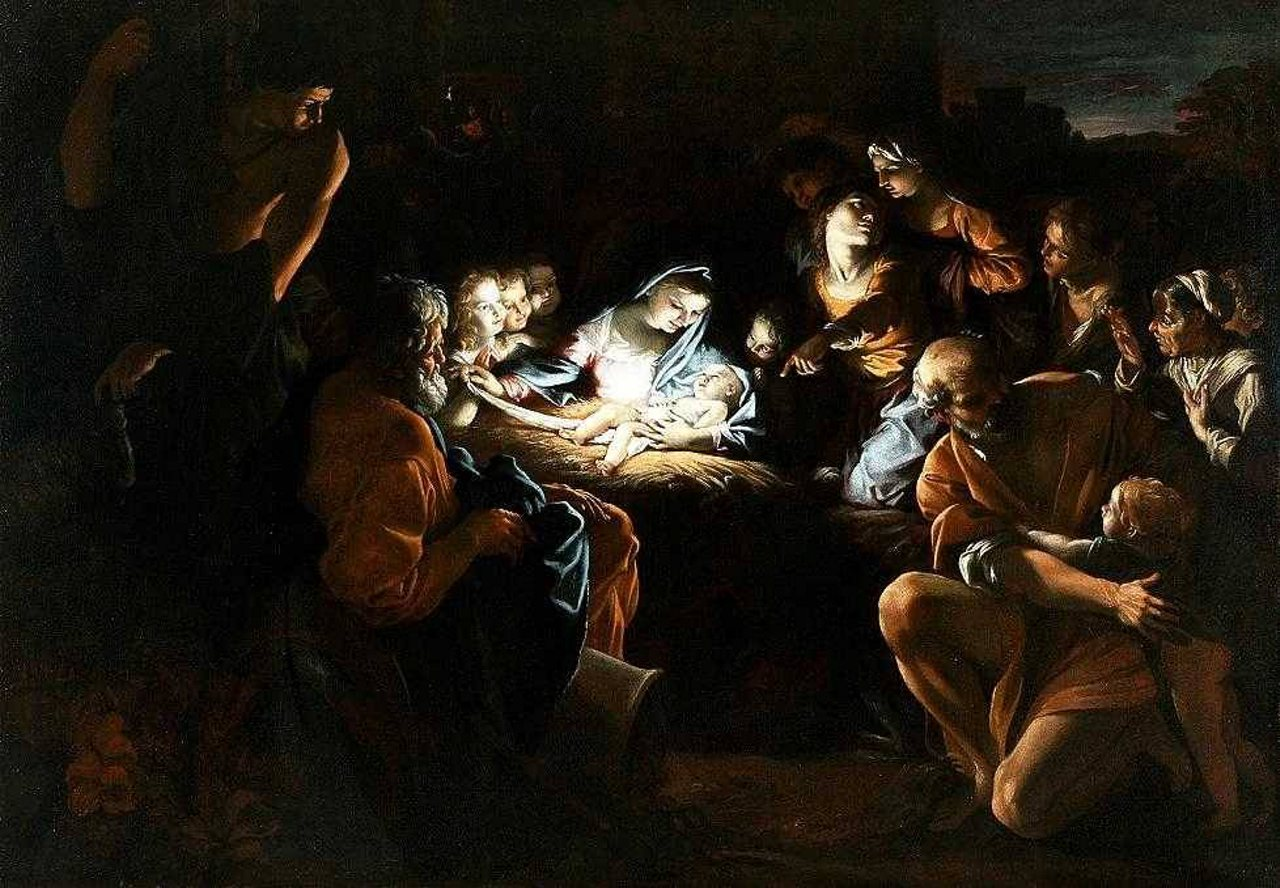
Giovanni Lanfranco
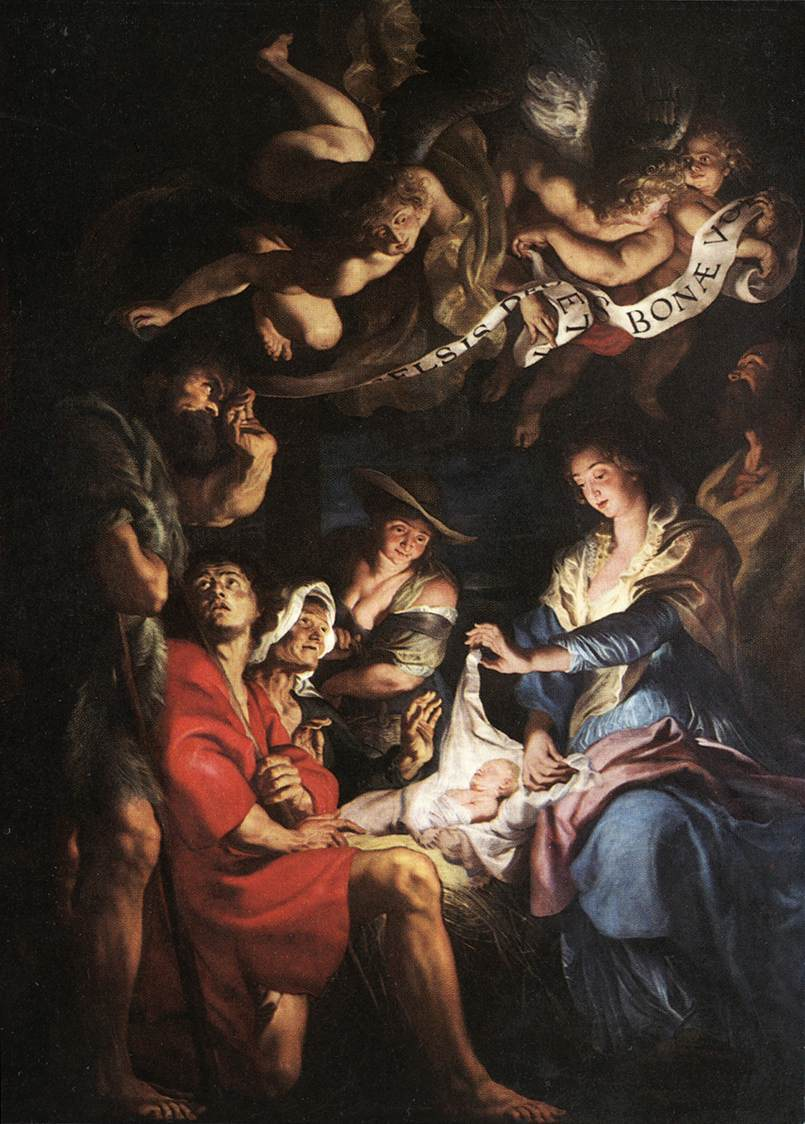
Peter Paul Rubens
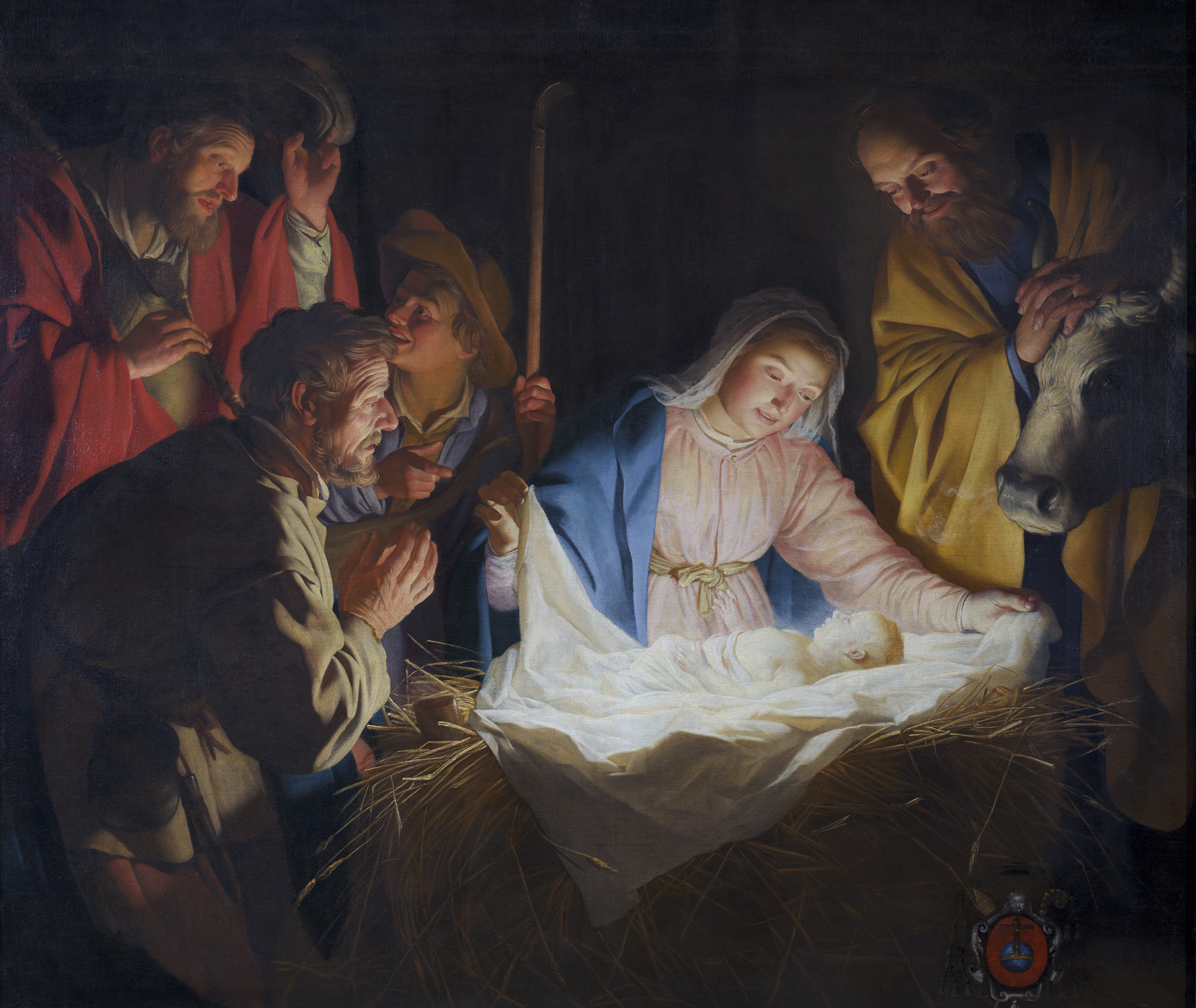
Gerrit van Honthorst
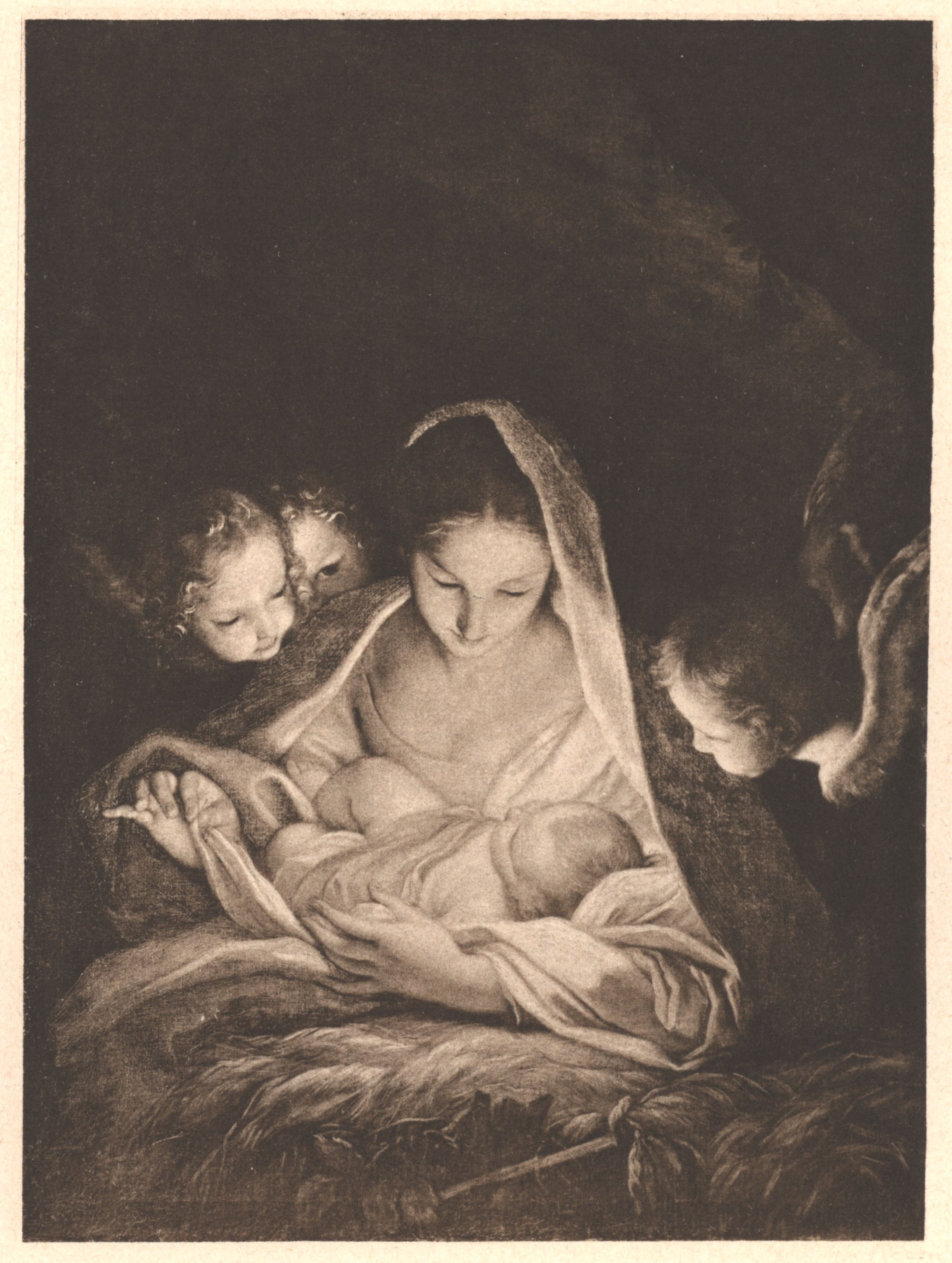
Carlo Maratta

### Besitzer

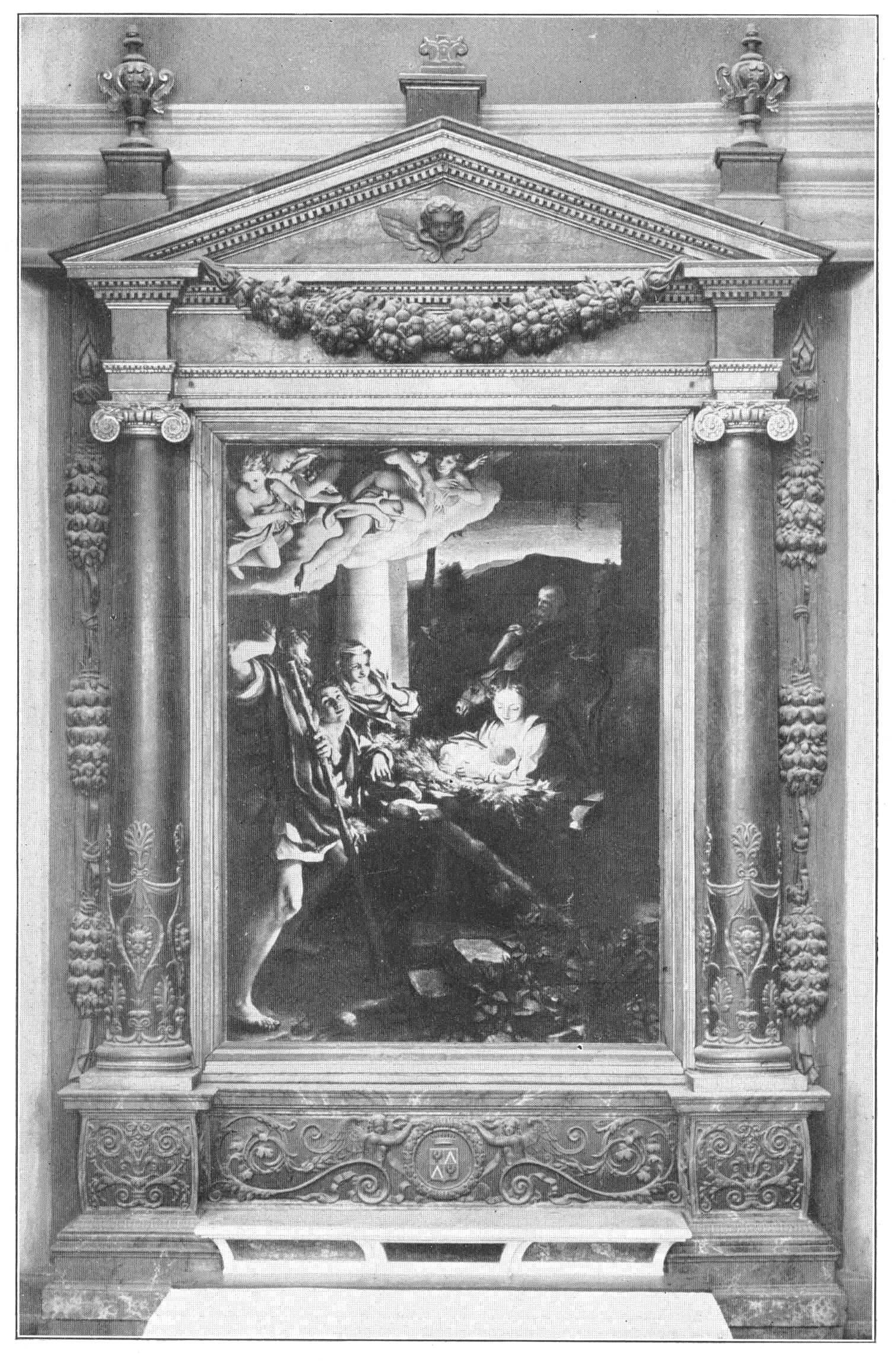
Originalrahmen mit Kopie in S. Prospero

Die Qualität des Bildes weckte Begehrlichkeiten von verschiedenen Seiten. Schon vor 1590 interessierte sich Alfonso II. d’Este für das Gemälde, um es in seine Sammlung einzugliedern, kam aber aufgrund der  konsequenten Ablehnung einer Veräußerung durch die Erben Pratoneri wie auch der Geistlichkeit von San Prospero nicht zum Zug.  Auch der kunstsinnige Philipp IV. von Spanien wollte dieses Gemälde Correggios für seine Sammlung, und wünschte sich dies als Gastgeschenk von Herzog Francesco I. d’Este, dieser wiederum hatte aber eigene Pläne für seine Galerie in Modena und ließ das Gemälde kurzerhand aus der Kirche stehlen. In einem Eintrag im Kirchenbuch von S. Prospero vom 1. Mai 1640 wurde vermerkt, dass dies „zum größten Schmerz der gesamten Bevölkerung“ erfolgt sei. Als Ersatz bekam die Gemeinde erst im Jahre 1686 auf Anordnung des Kardinals Rinaldo d’Este, dem Sohn Francesco’s, eine Kopie von modenesischen Hofmalers Jan Boulanger, die sich noch heute an diesem Ort befindet.
Aus der Kirche San Prospero stammen auch die Gemälde  „Die Madonna des heiligen Matthäus“ von Annibale Carracci und „Thronende Madonna mit drei Heiligen“ von Guido Reni, die sich neben weiteren Gemälden von Correggio in der Galleria Estense in Modena befanden.
Nach dem verlorenen Österreichischen Erbfolgekrieg ging Herzog Francesco III. d’Este nach Venedig ins Exil und sah sich aus Geldmangel genötigt, wertvollen Kunstbesitz zu veräußern. Der sächsische Kurfürst und König von Polen August III. interessierte sich seit einer Bildungsreise 1711–1719 nach Italien sehr für die Bilder Correggios, die auch der Anlass waren, das über den Kunstagenten Bonaventura Rossi eingefädelte Geschäft zur Übernahme von 100 Bildern aus der Modenesischen Galerie für 100.000 Zechinen einzugehen. Bestandteil des Kaufvertrages war auch der Ersatz des Bildes durch eine ausgezeichnete Kopie, die  von Giuseppe Nogari ausgeführt wurde und sich noch heute in der Galleria Estense befindet.
Seit September 1746 befindet sich „Die Heilige Nacht“ von Correggio in Dresden, ein Bild, das als die in ganz Europa berühmte „famosa notte“ in das Gemäldeinventar eingetragen wurde. Vor 1800 war es das bekannteste Bild der Dresdner Sammlung und wurde darin von der Sixtinischen Madonna abgelöst.